# Meluru, Krishnarajanagara
Meluru là một làng thuộc tehsil Krishnarajanagara, huyện Mysore, bang Karnataka, Ấn Độ.